# ضمادة هيدروجيل
ضمادات الهيدروجيل (أو ضمادات الهلام/الجل المائي) هي ضمادات طبية تعتمد على الهيدروجيل. مادة الهيدروجيل (الهايدروجيل) مادة ثنائية الطور وكما يوحي الاسم، فإن الهيدروجيل (الهلام المائي أو الجل المائي) مصمم لترطيب الجروح وإعادة ترطيب الخشارات الجلدية والمساعدة في الإنضار بالتحلل الذاتي. تعتبر الهلاميات المائية شبه مسدودة وتتكون من بوليمرات مائية معقدة تحتوي على نسبة عالية من الماء (90%). تتميز ضمادات الهيدروجيل بأنها ذات بنية ثلاثية الأبعاد محبة للماء. تمتص البنى غير القابلة للذوبان إفرازات الجروح القطبية وتسمح بانتشار الأكسجين في سرير الجرحلتسريع الشفاء. يمكن تصميم ضمادات الهيدروجيل لمنع العدوى البكتيرية، والاحتفاظ بالرطوبة، وتعزيز الالتصاق الأمثل بالأنسجة، وتلبية المتطلبات الأساسية للتوافق البيولوجي. يمكن أيضًا تصميم ضمادات الهيدروجيل للاستجابة للتغيرات في البيئة الدقيقة في سرير الجرح. يجب أن تعزز ضمادات الهيدروجيل بيئة دقيقة مناسبة لتكوين الأوعية الدموية، وتجنيد الخلايا الليفية، وانتشار الخلايا. تستجيب الهلاميات المائية بشكل مرن للإجهاد المطبق؛ تتميز الهلاميات المصنوعة من مواد مثل الكولاجين بصلابة عالية واحتكاك انزلاقي منخفض، مما يقلل من الضرر الناتج عن الإجهاد الميكانيكي. يجب أن تمتلك ضمادات الهيدروجيل خصائص ميكانيكية وفيزيائية مماثلة للبيئة الدقيقة ثلاثية الأبعاد للمصفوفة خارج الخلية للجلد البشري. تم تصميم ضمادات الجروح الهيدروجيلية بحيث تحتوي على آلية للتطبيق والإزالة مما يقلل من المزيد من الصدمات للأنسجة.
يمكن تصنيف ضمادات الهيدروجيل إلى ثلاث فئات: اصطناعية وطبيعية وهجينة. تم إنتاج ضمادات الهيدروجيل الاصطناعية باستخدام ألياف نانوية من مصفوفة خارج الخلية محاكية للحيوية مثل البولي فينيل الكحول (PVA). تعد الهلاميات الببتيدية المصممة ذاتية التجميع نوعًا آخر من الهلاميات الاصطناعية قيد التطوير. تنقسم ضمادات الهيدروجيل الطبيعية إلى ضمادات تعتمد على السكاريد (مثل الألجينات) أو ضمادات تعتمد على البروتيوغليكان و/أو البروتين (مثل الكولاجين).تتضمن ضمادات الهيدروجيل الهجينة جسيمات نانوية اصطناعية ومواد طبيعية.
ويُعتقد أن نجاح ضمادات الهيدروجيل يرجع إلى قدرتها على الحفاظ على بيئة مثالية لالتئام الجروح، وهي بيئة دافئة ورطبة، بدلاً من الجفاف مع منع دخول العوامل المعدية. وهي قادرة على التفوق على الضمادات التقليدية مثل القطن الطبيعي أو الصناعي، والنسالة، والضمادات الشاشية.
تتكون ضمادات الهيدروجيل من حوالي 90% من الماء المعلق في هلام يتكون من بوليمرات محبة للماء غير قابلة للذوبان والتي تنتفخ عند ملامستها للماء. وعادة ما تكون مصنوعة من بوليمرات من جزيئات صناعية، مثل بولي ميثاكريلات وبولي فينيل بيروليدين، وبعضها مدمج مع ضمادات الجينات. وهي تتحكم في تبادل السوائل عند واجهة الجرح والضمادة، حيث يتم تبادل الصوديوم والجزيئات الأخرى في إفرازات الجرح بمركبات الهيدروجيل.
يوفر الهيدروجيل الرطوبة التي تمكن من تنظيف الأنسجة الميتة والمصابة دون ألم، وتعزز التحبيب وتشجع الشفاء التام. نظرًا لاحتوائها على نسبة عالية من الماء، فهي ليست ماصة تمامًا، مما يجعلها مناسبة للجروح التي تفرز إفرازات خفيفة إلى متوسطة. وفي حالات أخرى، قد يؤدي تراكم الماء إلى نقع الجلد وتكاثر الميكروبات، مما يؤدي إلى جرح مصاب برائحة كريهة.
قد تعمل المواد الهلامية المائية أيضًا على تبريد الجرح مما يساعد في تخفيف الألم. تعمل المواد الهلامية على تسطيح محيط سطح الجرح لمنع إصابة المساحات الميتة بالعدوى، بالإضافة إلى توفير الدعم لشفاء السطح.

## التطبيقات
تم تقييم فعالية ضمادات الهيدروجيل على أنواع مختلفة من الجروح. هناك بعض الأدلة التي تشير إلى أن ضمادات الهيدروجيل فعالة للجروح المزمنة بما في ذلك قرح الفراش والقرح السكرية والقرح الوريدية على الرغم من أن النتائج غير مؤكدة. وقد ثبت أن الهلام المائي يعمل على تسريع التئام الجروح الناتجة عن الحروق الجزئية والكاملة ذات الأحجام المختلفة. وقد أظهرت دراسات أخرى أن ضمادات الهيدروجيل تعمل على تسريع التئام إصابات الجلد المشعة وجروح عضات الكلاب. تعمل ضمادات الهيدروجيل على تقليل وقت التئام إصابات الجلد الرضحية بمعدل 5.28 يومًا وتقلل من الألم الذي يبلغ عنه المرضى. 

## إيجابيات وسلبيات الهلاميات المائية
تعتبر ضمادات الهلاميات المائية مثالية في كثير من النواحي لضمادات الجروح. فعند تطبيقها على الجروح الجافة، وكذلك الجروح المتقشرة أو الميتة، يمكنها أن تجعلها نظيفة وتحافظ عليها من خلال تعزيز إزالة الأنسجة المصابة أو الميتة عن طريق التحلل الذاتي.
تحافظ ضمادات الهلاميات المائية على الجرح دافئًا ورطبًا ومغلقًا. كما أنها لا تتفاعل مع الأنسجة أو تهيجها. وعند تطبيقها، لا تلتصق بأسطح الجرح وتسمح للمستقلبات بالمرور بحرية. تساعد هذه الضمادات في توفير تأثير تبريد على الجرح، مما يجعلها ممتعة للغاية للمرضى.
تعزز إعادة تكوين الظهارة في الجروح لأنها تحاكي جزئيًا بنية الجلد وتشجع نمو مكونات الجلد. كما يمكن استخدامها لدمج الأدوية التي تعزز التئام الجروح. وأخيرًا، فهي مناسبة لعلاج جميع أنواع ومراحل الجروح باستثناء وجود إفرازات كثيفة، بما في ذلك الجروح المؤلمة والجروح الجزئية والكاملة السماكة والجروح الإشعاعية والحروق الطفيفة والجروح الجافة.

### عيوب الهلاميات المائية
لا تستطيع الهلاميات المائية امتصاص كميات كبيرة من السوائل وبالتالي فهي غير مناسبة للجروح الرطبة جدًا والتي قد تتحلل وتصاب بالعدوى. كما أن قوتها الميكانيكية المنخفضة تجعلها عرضة للتمزق بسهولة مما قد يجعل من الصعب على المرضى تغيير ضماداتهم بأنفسهم.

## الأنواع

### ضمادات هيدروجيل مشتقة من مواد طبيعية
تم تصنيع ضمادات هيدروجيل قائمة على عديد السكاريد من بوليمرات مثل حمض الهيالورونيك، والكيتين، والكيتوزان، والألجينات، والأجاروز. تم تصنيع ضمادات هيدروجيل مشتقة من بروتين/بروتيوجليكان من بوليمرات مثل الكولاجين، والجيلاتين، وكابا كاراجينان، والفيبرين.

### ضمادات هيدروجيل صناعية
يمكن تصنيع ضمادات هيدروجيل صناعية من بوليمرات صناعية مثل بولي فينيل الكحول(PVA)، وبولي (إيثيلين جليكول) (PEG)، وبولي يوريثين (PU)، وبولي (لاكتيد-كو-جليكوليد) (PLGA). يمكن أيضًا تشكيل ضمادات هيدروجيل صناعية من الببتيدات المصممة. يطبق الباحثون الطباعة ثلاثية الأبعاد على تركيب ضمادات الهيدروجيل.

### ضمادات الهيدروجيل الهجينة
يمكن تعديل الهيدروجيل لتشمل كاتيونات معدنية (مثل النحاس (II))، وروابط قابلة للتحلل (مثل دكسترين)، ومجموعات وظيفية لاصقة (مثل RGD). يسمح دمج المشتقات البيولوجية في الهيدروجيل الاصطناعي للمنتجين بتخصيص تقارب الارتباط والخصوصية والخصائص الميكانيكية والخصائص المستجيبة للمحفزات.